# Estambre

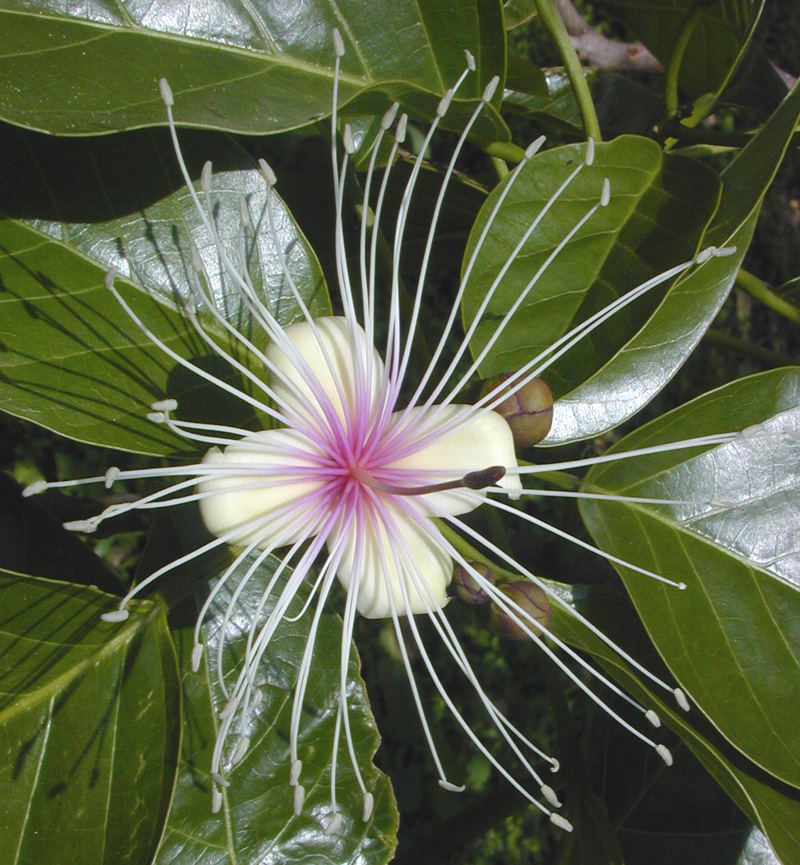
Estambres protuberantes en Crateva religiosa

En botánica, un estambre (del latín stamen, hebras largas del vellón de lana) es cada uno de los órganos florales masculinos portadores de sacos polínicos (microsporangios) que originan los granos de polen (micrósporas). El conjunto de todos los estambres se llama androceo.

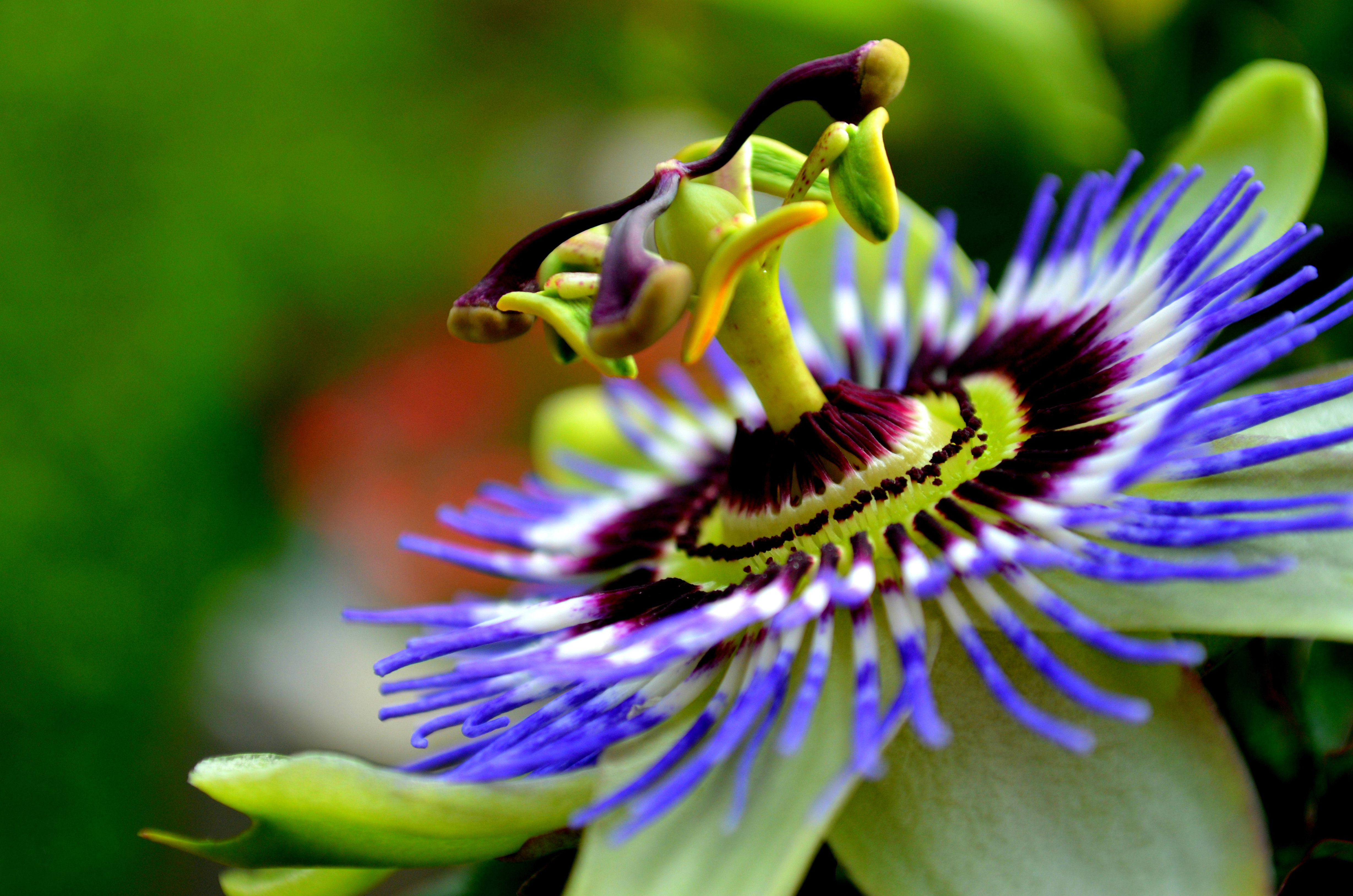
Estambres protuberantes en una Passiflora caerulea

Poseen estambres tanto las gimnospermas como las angiospermas, en cada uno de estos grupos poseen una morfología particular. 

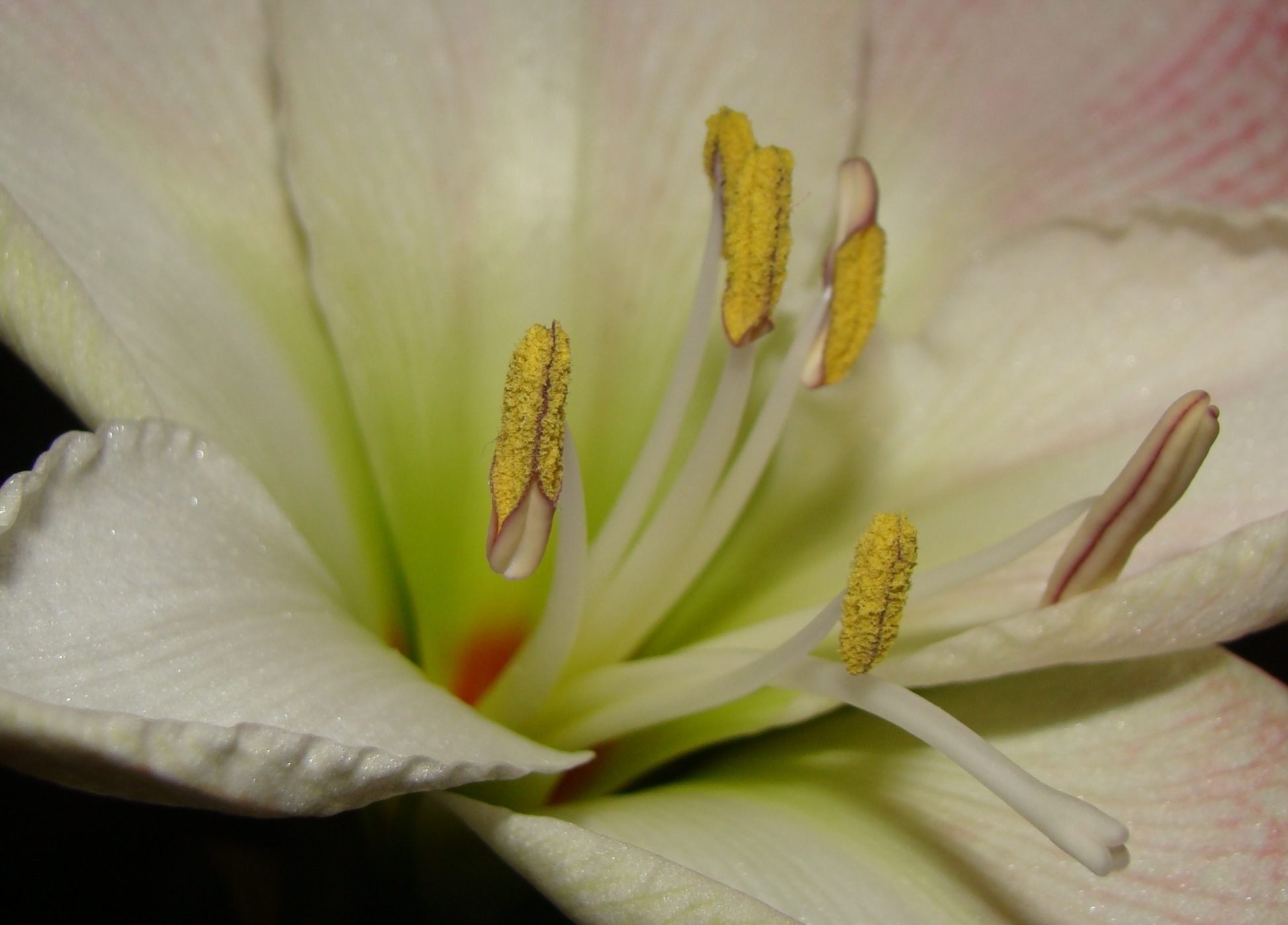
Estambres y anteras en Hippeastrum

En las angiospermas, en un sector ensanchado del estambre, se diferencia la antera (del griego antiguo anthera, femenino de antheros "floral," y de anthos, "flor,"), es dentro de ella donde se forman los granos de polen, por lo tanto la parte fértil del estambre. La antera suele estar formada por dos tecas que contienen a su vez cada una dos microsporangios, que a la madurez de la teca se unen en un único lóculo.
Los estambres de las angiospermas pueden ser en general laminares (la antera embebida en una lámina) o filamentosos (la antera unida al receptáculo a través de un filamento, del latín filum, "hilo"). En estambres filamentosos, se llama conectivo la porción de tejido estéril de la antera que cementa a sus dos tecas, que forma cuerpo con ellas y las mantiene unidas, para algunos autores la región entre dos tecas de los estambres laminares también se llama conectivo. Lo normal es que el conectivo esté poco desarrollado, de tal manera que las tecas destaquen ampliamente; en algunas angiospermas primitivas, todo el estambre puede ser laminar y el conectivo puede alcanzar un gran desarrollo, de modo que separe ampliamente las tecas. En algunos casos el conectivo presenta apéndices de formas muy variadas que tienen importancia sistemática (p. ej. en las melastomatáceas o los Prostantheroideae).
Muchas veces se desarrollan nectarios florales (glándulas productoras y secretoras de néctar) que en muchos casos en la base del filamento. Cuando se encuentran en los estambres, se llaman nectarios estaminales.
Se llama estaminodios a los estambres estériles que aparecen en ciertas flores. Su función es variada y puede tener que ver con la producción de néctar o con la función llamativa que suelen cumplir los pétalos. Están frecuentemente disimulados y parecen estambres, o están modificados para producir néctar, como en (Hamamelis) o para cumplir la función de los pétalos (petaloideos). Pueden ser una característica decisiva para diferenciar especies, como en el género de orquídeas Paphiopedilum. También pueden presentar una estructura como una antera no funcional, cuando es así, estas estructuras se llaman anterodios.

## Tipos

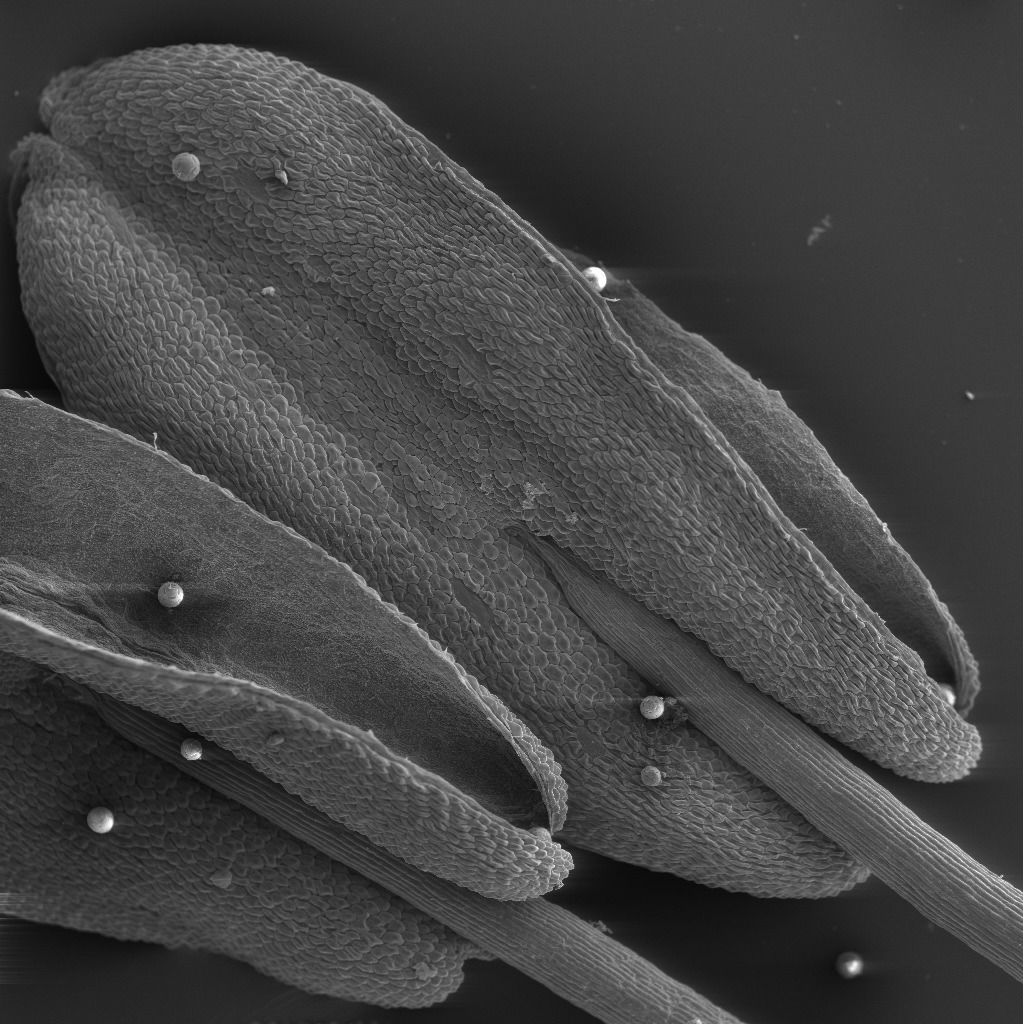
Imagen de microscopio electrónico de barrido de las anteras de Penta lanceolata, con granos de polen en la superficie.

Los estambres pueden ser connatos (fusionados o unidos en la misma espiral):
- Monadelfos: fusionados en una única estructura compuesta.
- Diadelfos: fusionados parcialmente en dos estructuras androicas.
- Poliadelfos: fusionados en más de 2 estructuras androicas.
- Sinantéreos: solamente las anteras son connatas (tales como en Asteraceae).

Los estambres pueden también ser adnatos (fusionados o unidos en más de una espiral):
- Epipétalos: surgiendo de la corola.
- Didínamos: surgiendo en dos pares de diferente largura.
- Tetradínamos: surgiendo como un grupo de seis filamentos con dos de ellos más cortos.
- Protuberantes: alargados más allá de la corola.
- Inclusos o Insertos: no sobrepasan la corola.
- Exertos: sobrepasan la corola.

## Filamento
Se denomina filamento a la parte basal estéril de un estambre. Como norma general de forma filamentosa (cilíndrico y largo), que se sitúa por debajo de la antera y la sostiene. Varía mucho de forma y tamaño, dependiendo de la familia: puede ser laminar, como en ciertas familias primitivas (p. ej. Degeneriaceae), estar dividido (p. ej., en ciertas especies del género Allium) o presentar apéndices de forma variable. El filamento presenta un haz fibrovascular a todo lo largo, rodeado de parénquima y cubierto por epidermis. Si el filamento es imperceptible o falta, se dice que la antera es sésil.

## Antera

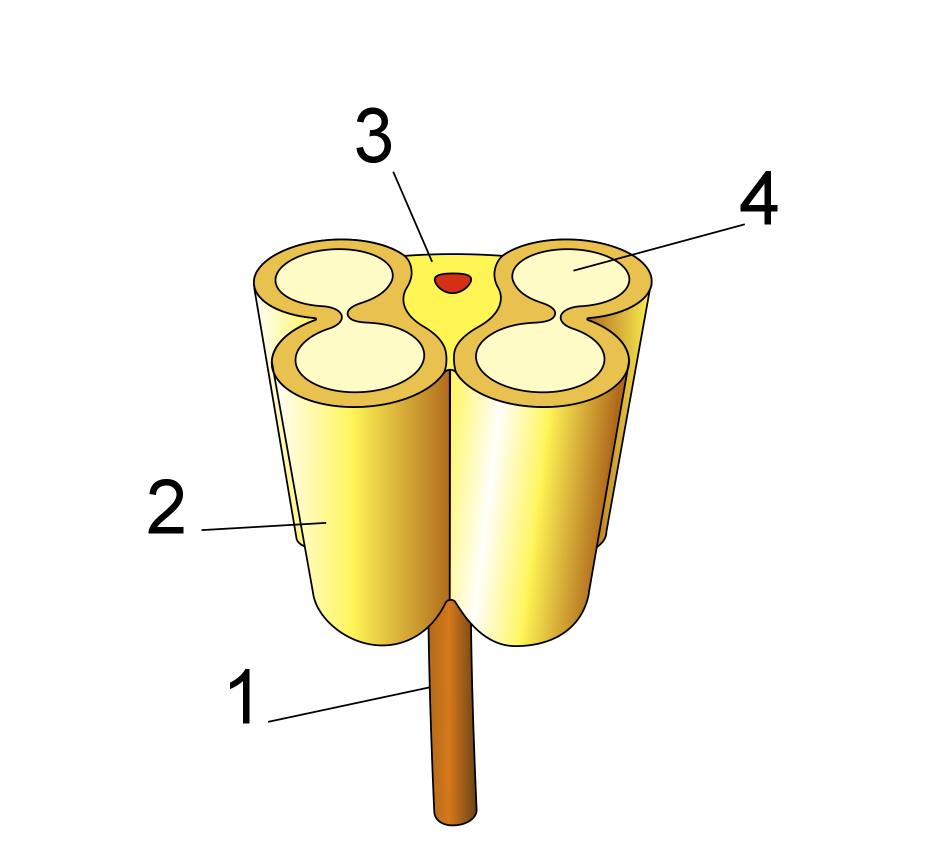
Diagrama de una antera en sección transversal. 1: Filamento; 2: Teca; 3: Conectivo (los vasos conductores en rojo); 4: Saco polínico (también llamado esporangio).

En las plantas angiospermas, la antera es la parte terminal del estambre de una flor. Es una estructura homóloga a los microesporangio en otros clados y está encargada de la producción del polen. 
La antera típica de las angiospermas suele constar de dos partes distinguibles, contiguas, llamadas tecas, unidas por una zona llamada conectivo, que es también por donde la antera se une al filamento. Si se corta la antera perpendicularmente a su eje, se observa que cada antera contiene uno o dos sacos polínicos que se extienden en toda su longitud.
En un pimpollo floral inmaduro (no abierto), los filamentos aún son cortos. Su función posterior es transportar nutrientes al polen en desarrollo y comienzan a alargarse en cuanto abre el pimpollo. La antera puede estar fijada al filamento de dos formas:
- Basifija: a la base del filamento; permite la dehiscencia longitudinal (abre longitudinalmente para liberar el polen).
- Versátil: fijado al centro del filamento; el polen es luego liberado a través de poros (dehiscencia poral).